# 1,2,4-trimetilbenzen
1,2,4-trimetilbenzenul (de asemenea cunoscut și ca pseudocumen) este o hidrocarbură cu formula C9H12. Este un lichid incolor, un compus inflamabil, cu un miros puternic. Natural, se găsește în gudroanele de cărbune și în petrol (aproximativ 3%). Este aproape insolubil în apă, dar solubil în etanol, dietil eter și benzen.
Fiind un trimetilbenzen, are doi izomeri : mesitilenul și hemimelitenul. 